# Poederoijen
Poederoijen est un village néerlandais de la commune de Zaltbommel, situé dans la province du Gueldre.

## Géographie
Poederoijen est situé à l'ouest de Zaltbommel, sur la rive droite de l'Afgedamde Maas, dans la partie occidentale du Bommelerwaard. Le château de Loevestein est situé non loin du village, au confluent de l'Afgedamde Maas et du Waal.

## Histoire
Poederoijen était une commune indépendante jusqu'au 1er juillet 1955, date de son rattachement à la commune de Brakel. Depuis le 1er janvier 1999, le village appartient à la commune de Zaltbommel.
En 1840, la commune comptait 154 maisons et 1 058 habitants, dont 425 à Poederoijen, 481 à Aalst, 40 au hameau De Hoek (aujourd'hui Poederoijensehoek), 42 dans le polder de Munnikenland et 70 au fort et château de Loevestein.